# راندي هنت (سياسي)
راندي هنت (بالإنجليزية: Randy Hunt)‏ هو سياسي أمريكي، ولد في 24 أغسطس 1957. نشط حزبياً في الحزب الجمهوري. وقد انتخب عضو مجلس نواب ماساتشوستس.